# Yeoju
Yeoju (여주) ist eine Stadt in der Provinz Gyeonggi-do in Südkorea. Die Stadt hat über 114.000 Einwohner und liegt in der Region Sudogwon. Yeoju war bis September 2013 ein Landkreis und wurde dann schließlich zu einer Stadt erhoben.

## Geschichte
Im Gebiet von Yeoju gibt es seit der Altsteinzeit menschliche Siedlungen. An der archäologischen Stätte Heunam-ri, südöstlich der eigentlichen Stadt, wurden Fragmente von mit Fischgrätenmuster versehenen Tonwaren, Axtköpfe und andere Artefakte entdeckt. Aufgrund seiner Lage am Namhan-Fluss. Yeoju war für die Herrscher des Königreichs Silla ein geografisch strategischer Punkt. Während der Herrschaft von König Pasa 5. Herrscher von Sillas von 80–112 n. Chr. wurde die Bergfestung Pasaseong-ji nur flussabwärts von Yeoju auf dem Berg Pasa errichtet.
Yeoju behielt während der Joseon-Dynastie weiterhin Bedeutung, da es ein wichtiger landwirtschaftlicher Produzent von Grundnahrungsmitteln wie Reis war. Während der gesamten Dynastie wurden verschiedene Gesetze verabschiedet, um die landwirtschaftliche Produktion zu steigern und die Qualität des Reises zu verbessern, was dazu führte, dass Yeoju sowie die nahe gelegene Nachbarstadt Icheon zum Zentrum des Anbaus wurden.
Das Grabmal von Sejong dem Großen, dem einflussreichsten König der koreanischen Geschichte, wurde 1469 von seinem früheren Standort in Seoul nach Yeoju verlegt Das Grabmal ist nach wie vor eine der größten Touristenattraktionen der Region.
1851, gegen Ende der Joseon-Dynastie, wurde in Yeoju die letzte Königin von Korea Myeongseong geboren. Ihr Geburtsort Gamgodang wurde während der japanischen Besatzung größtenteils zerstört, aber nach der Befreiung des Landes wurde es zu ihren Ehren wieder aufgebaut.

## Wirtschaft
Zusammen mit der Nachbarstadt Icheon ist es als ein wichtiges Zentrum für zeitgenössische südkoreanische Keramik bekannt und beherbergt jedes Jahr die World Ceramic Exposition. Weitere bedeutende lokale Produkte sind Reis, Süßkartoffeln und gelbe Melonen.

## Infrastruktur
Der Expressway 45 führt durch die Stadt. Die Stadt ist auch mit dem U-Bahn-System von Seoul verbunden.

## Bildung
In der Stadt befindet sich das Yeoju Institute of Technology, welches seit 2012 eine Universität ist.

## Söhne und Töchter der Stadt
- Myeongseong (1851–1895), letzte Königin der Joseon-Dynastie